# Közönséges aszat
A közönséges aszat vagy lándzsás aszat (Cirsium vulgare) a fészkesvirágzatúak (Asterales) rendjébe, ezen belül az őszirózsafélék (Asteraceae) családjába tartozó faj.

## Előfordulása
A közönséges aszat eredeti előfordulási területe Európa legnagyobb része, Ázsia nyugati fele - egészen a Jenyiszej folyóig -, valamint Északnyugat-Afrika, annak is az Atlasz hegység térsége. Ezt a növényt betelepítették Észak-Amerikába, Ausztráliába és Afrika többi részére is; eme új élőhelyein inváziós fajjá vált. Skócia nemzeti virága.

## Alfajai
- Cirsium vulgare subsp. crinitum (Boiss. ex DC.) Arènes
- Cirsium vulgare subsp. silvaticum (Tausch) Arènes

## Megjelenése
Kétéves növény, amely terméshozás után elpusztul. A levelei csokrosan, rozettaszerűen nőnek. A gyökere főgyökérrendszeres; ez a főgyökér akár 70 centiméteres is lehet; ebből életének második évében 1-1,5 méteres virágos szár nő ki. A főszárból több, kisebb mellékszár indulhat. Úgy a száron, mint a leveleken tövisek ülhetnek. Az alsóbb levél 15-25 centiméteres, feljebb haladva egyre kisebb lesz. Az apró, rózsaszínes-lilás virágai 2,5-5 centiméter átmérőjű virágzatba tömörülnek. A mag 5 milliméteres; és a szél által, sok szálas „ejtőernyővel” viteti magát.

## Életmódja
Az egyik fő mézelőnövényfaj; a nektárja és virágpora számos méhet és lepkét táplál; magvai pedig sok, kisebb énekesmadárnak szolgálnak táplálékul. Pionír növényfaj, mely igénytelensége miatt hamarosan ellep ember által feltúrt területeket.

## Képek

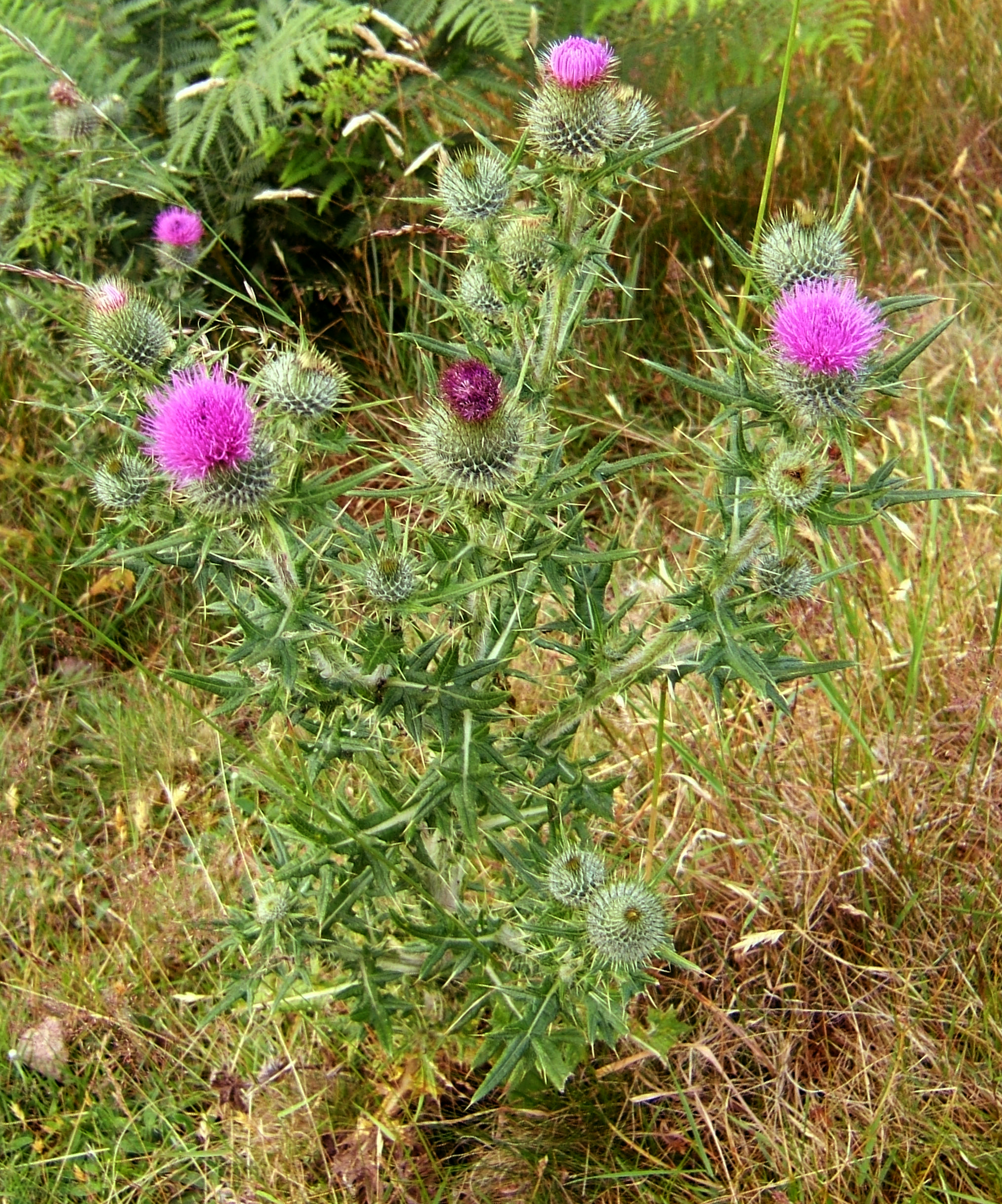
A növény
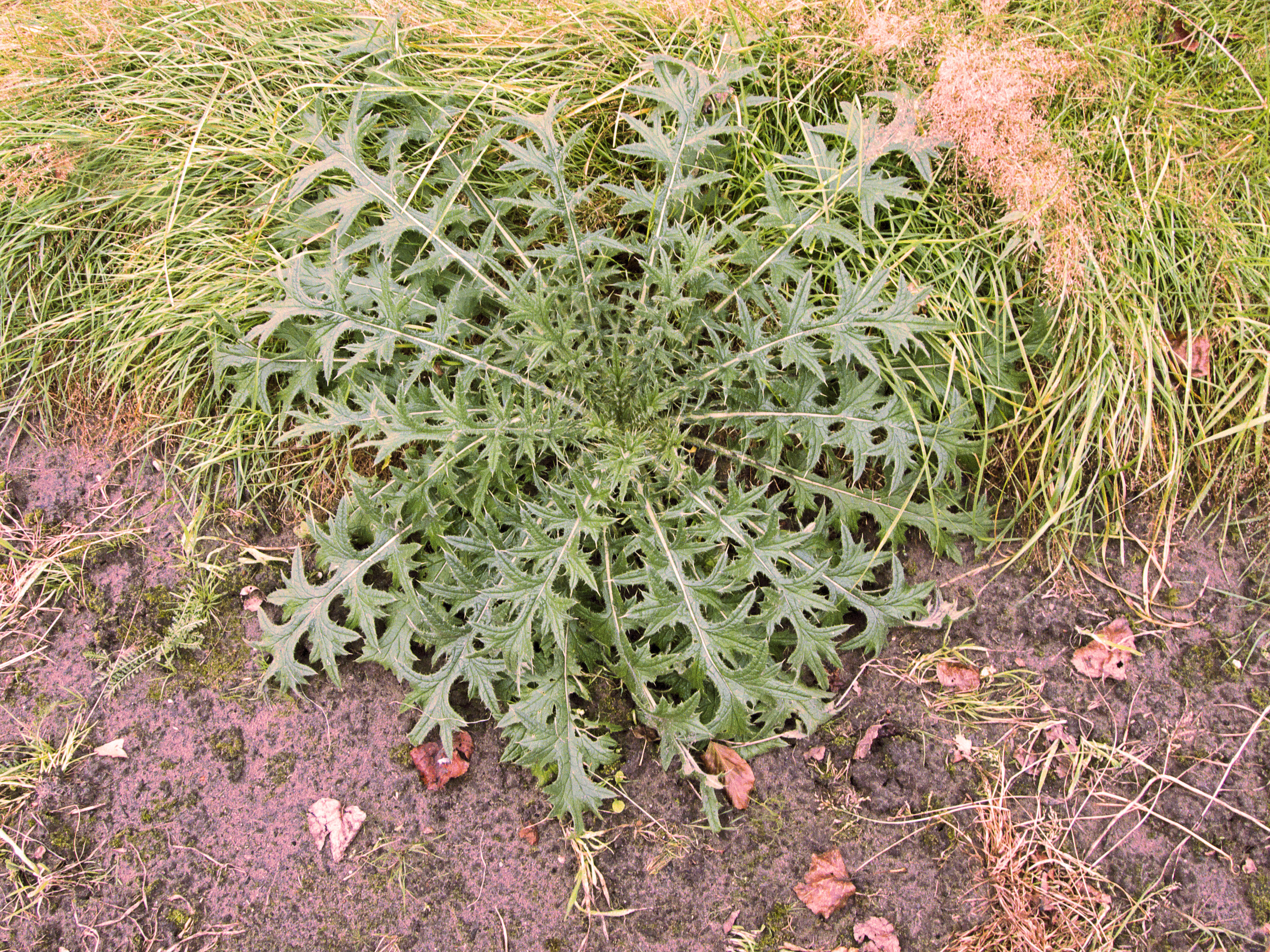
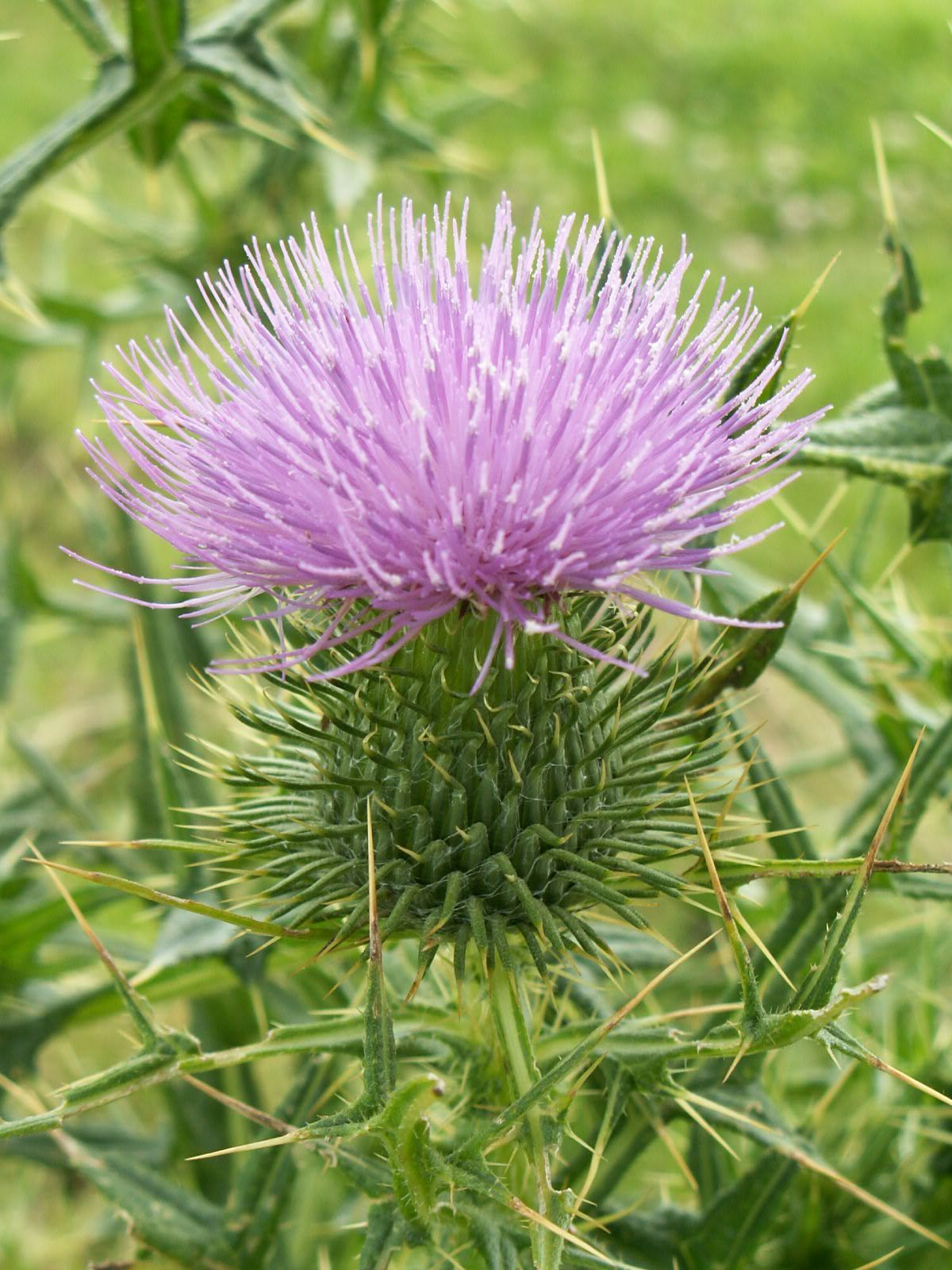
A virága
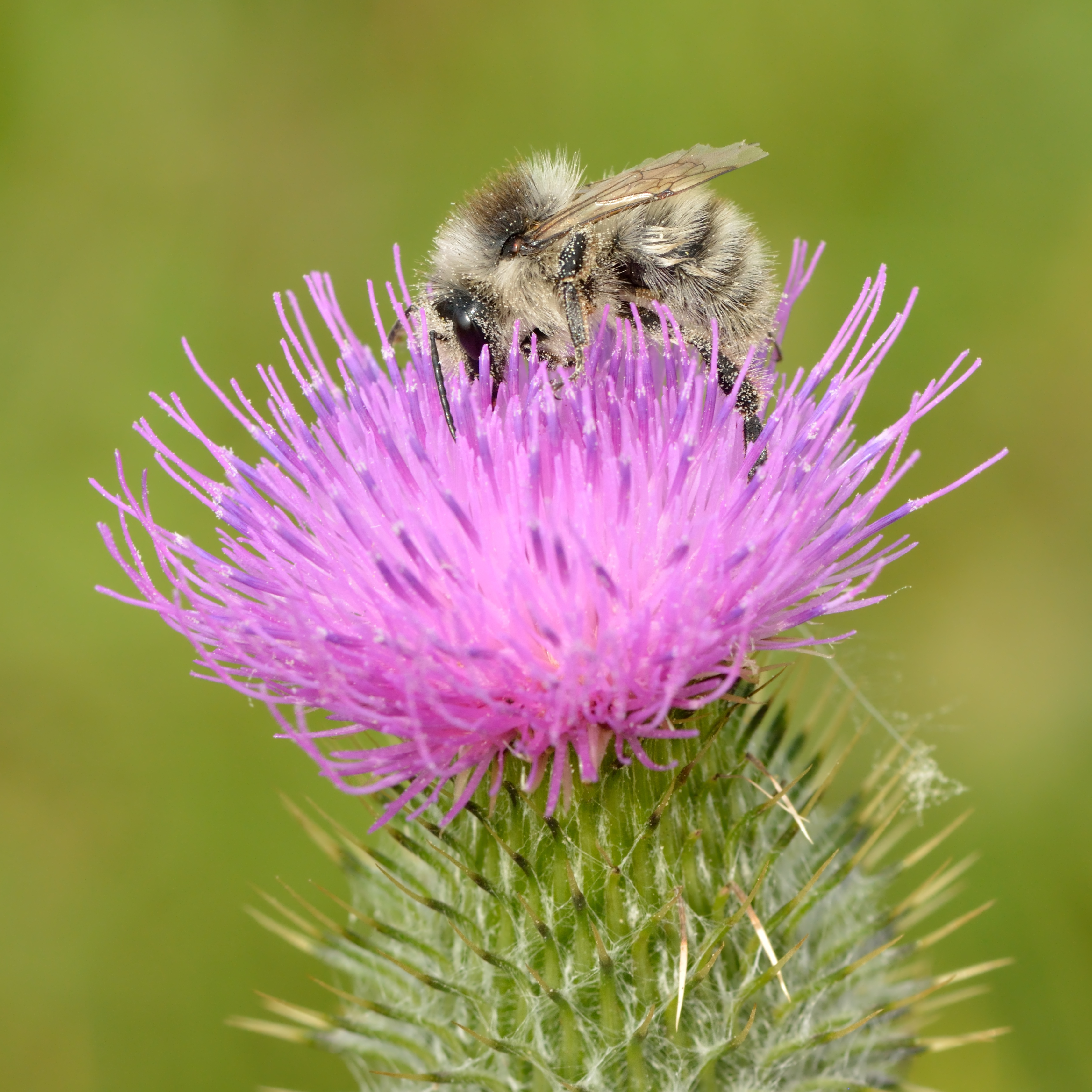
poszméhvel és
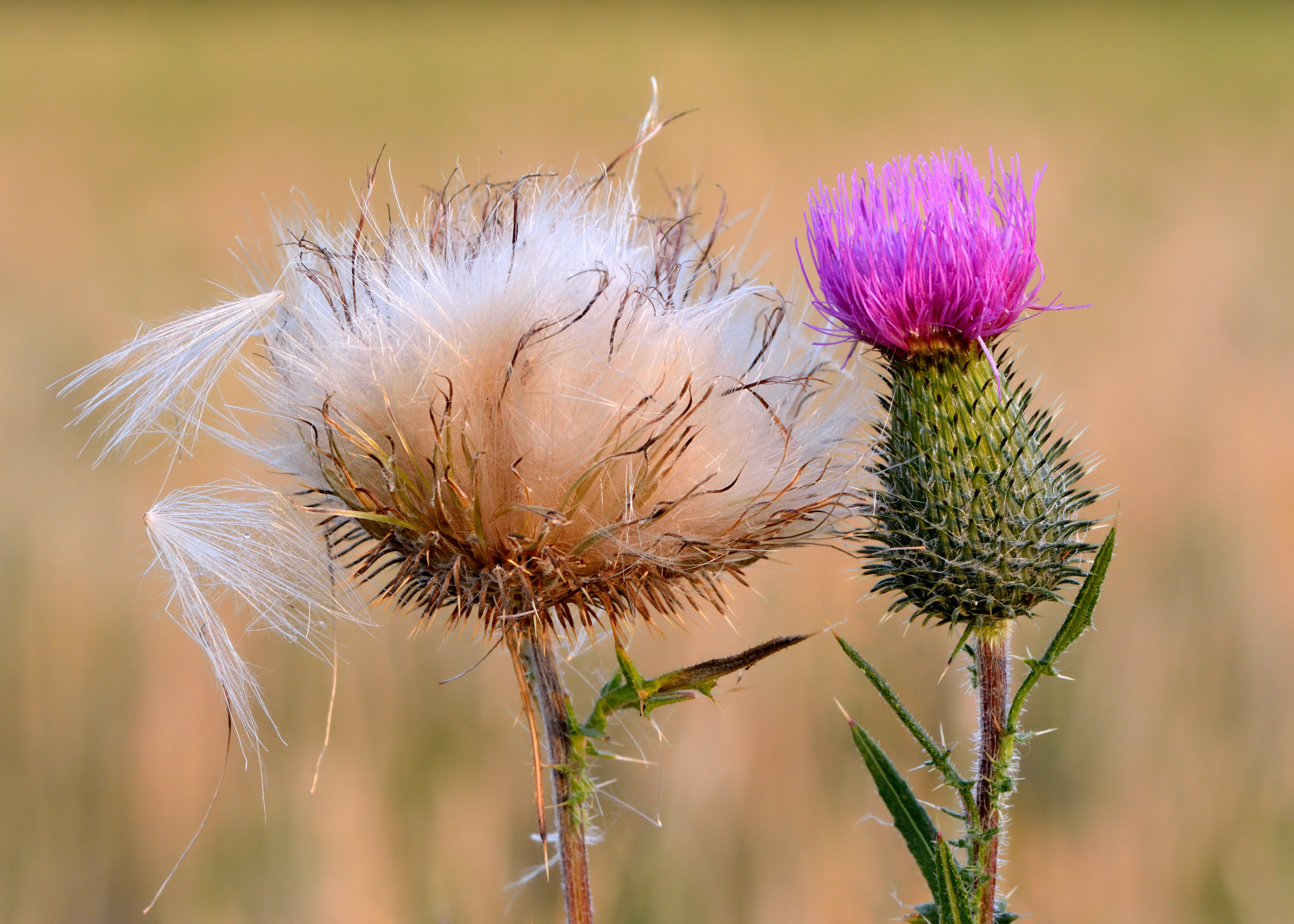
termőfejjel
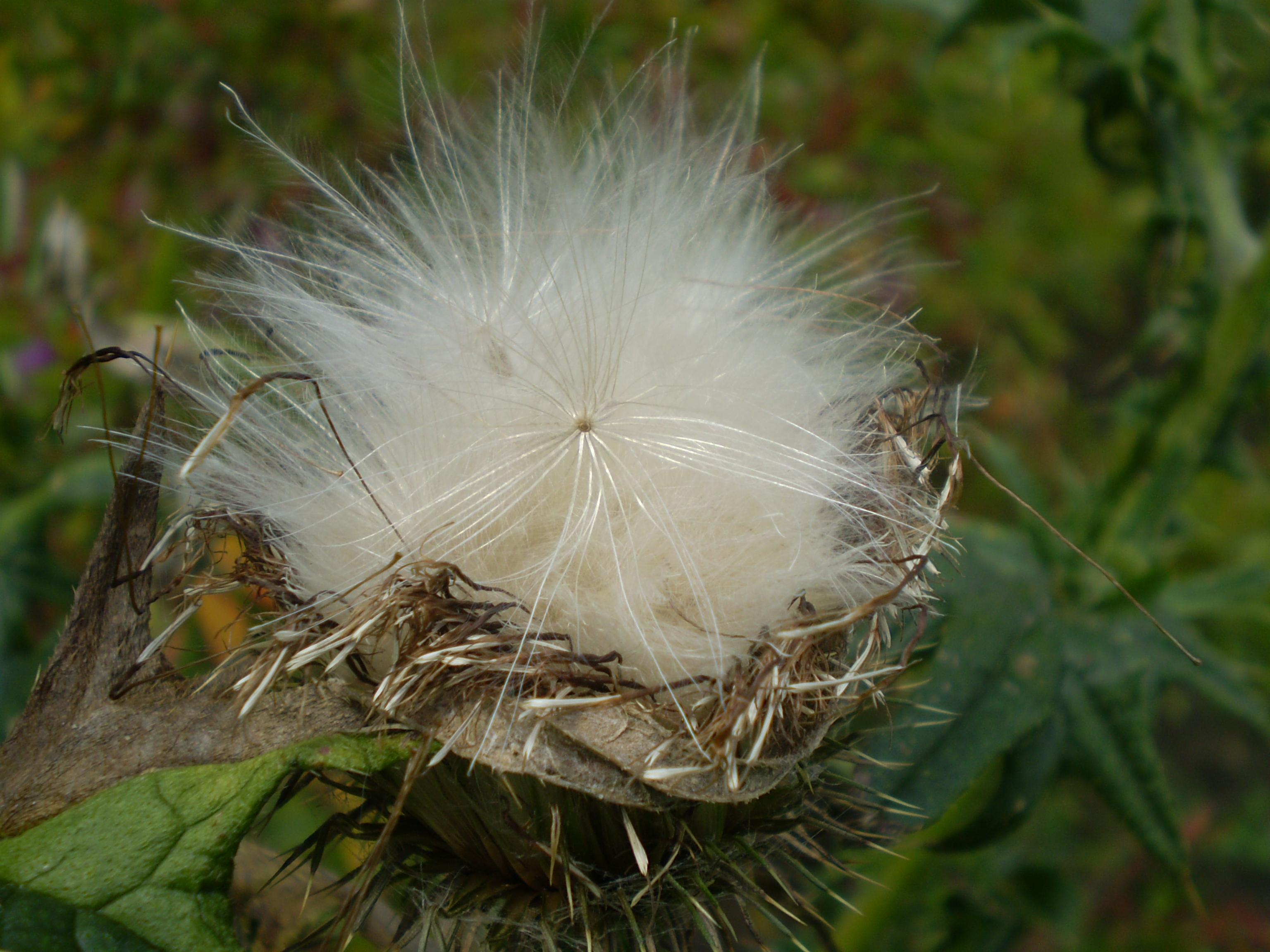
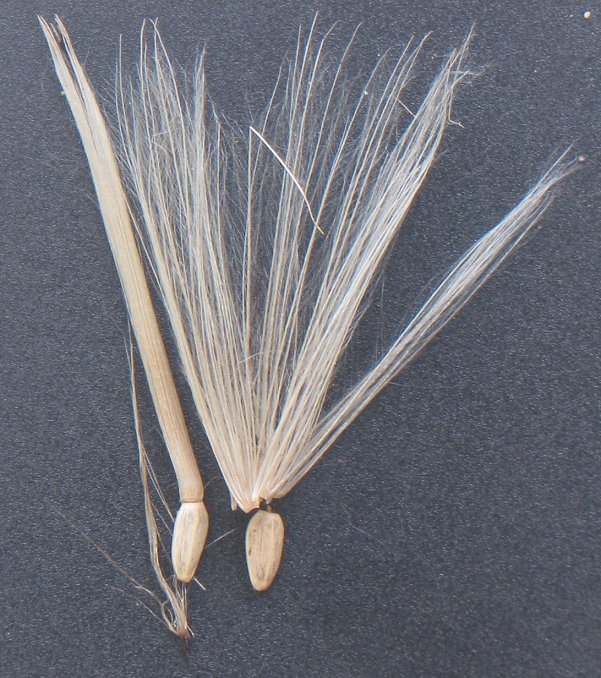
Az „ejtőernyős” magva
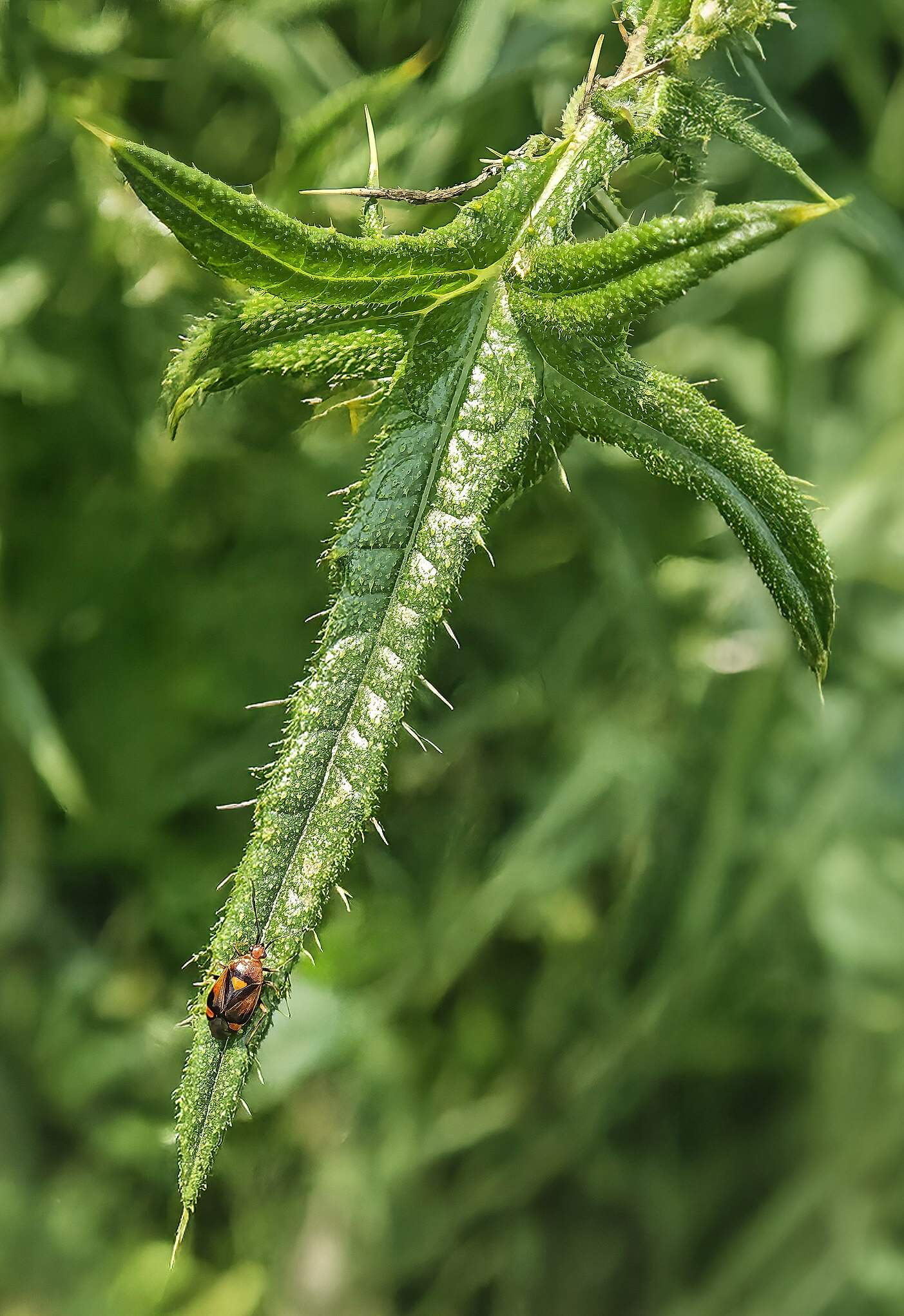
A levelei
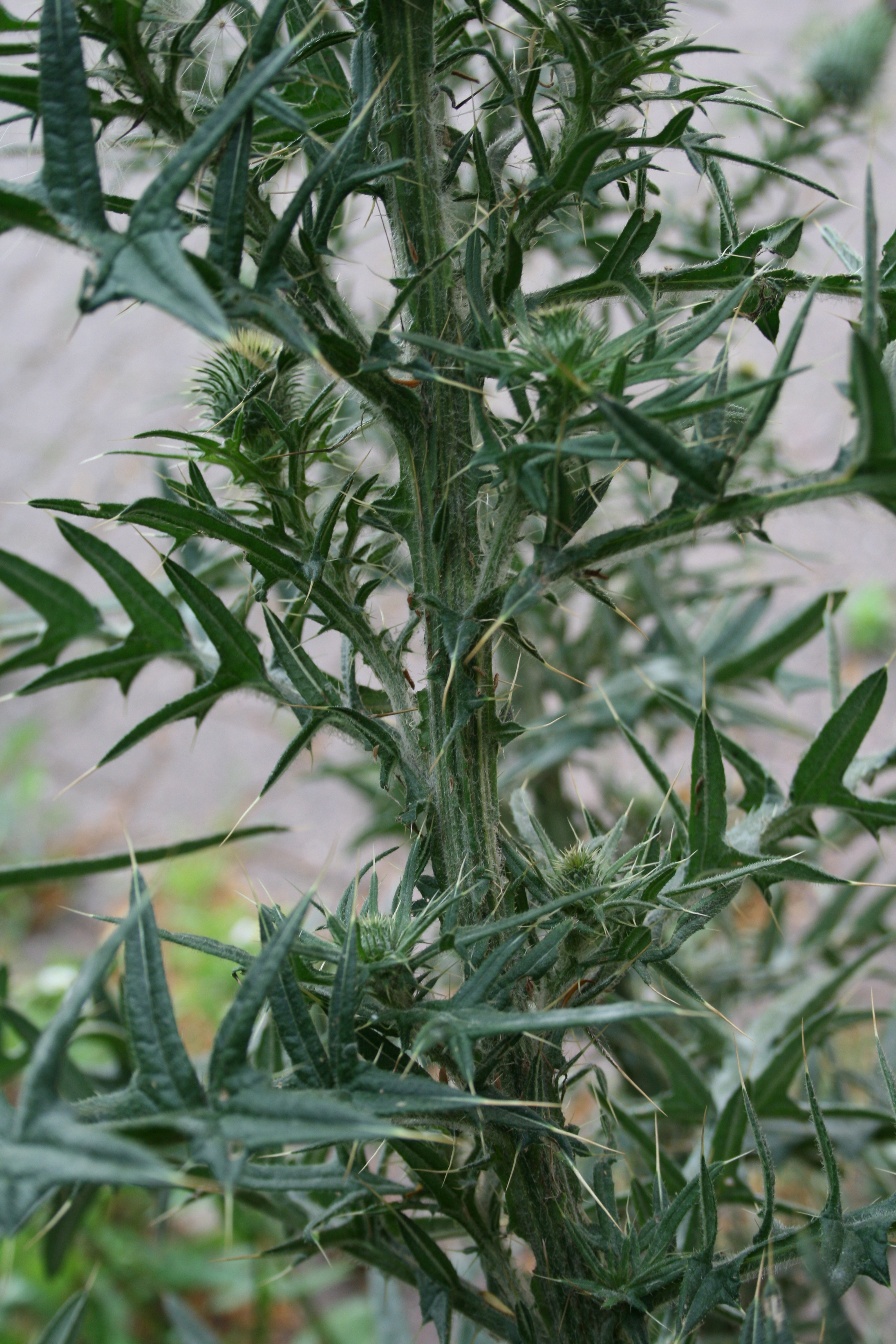
és tövisei
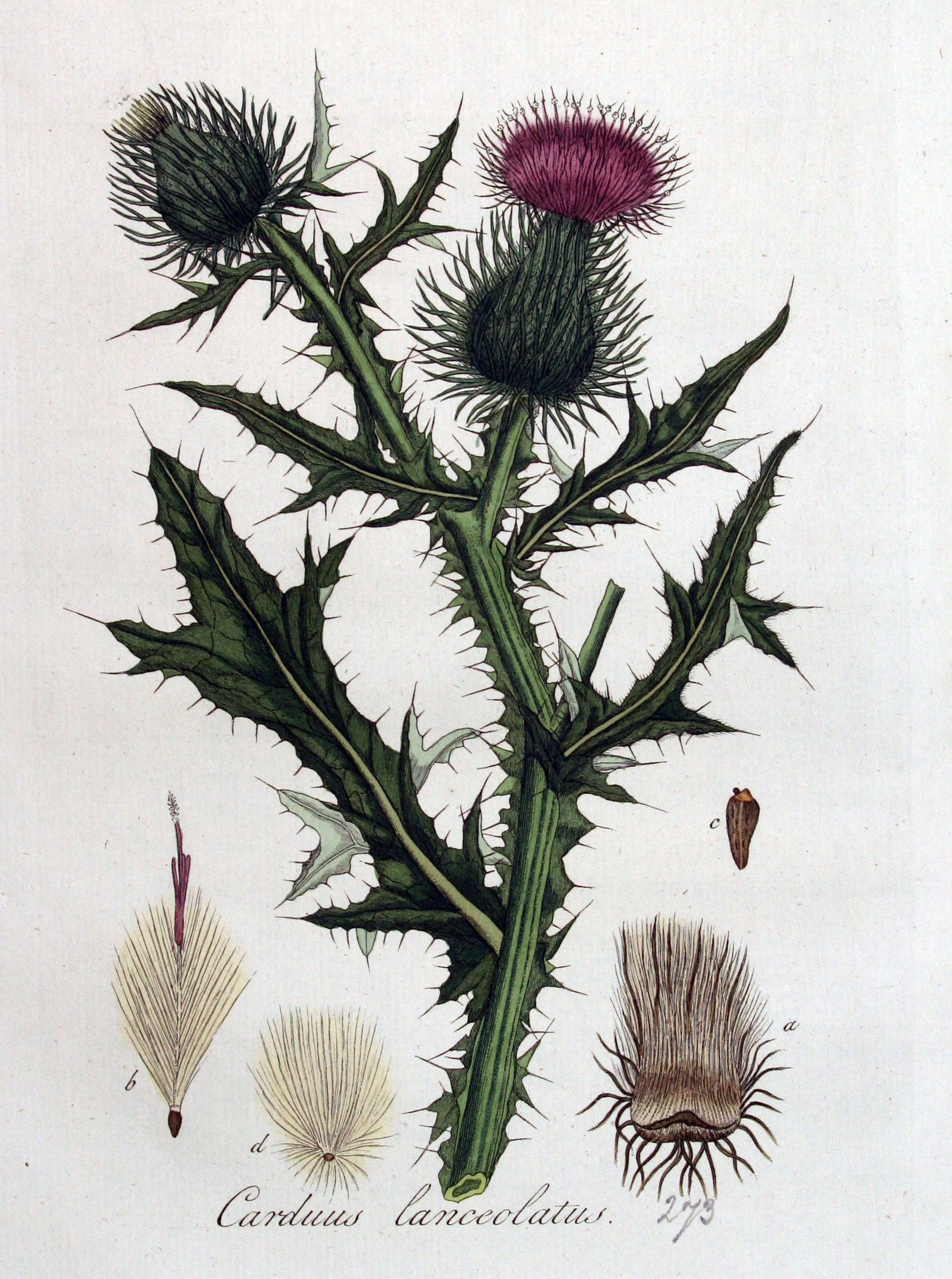
Régi rajz a növényről

### Fordítás
- Ez a szócikk részben vagy egészben  a   Cirsium vulgare című angol Wikipédia-szócikk ezen változatának fordításán alapul.  Az eredeti cikk szerkesztőit annak laptörténete sorolja fel. Ez a jelzés csupán a megfogalmazás eredetét és a szerzői jogokat jelzi, nem szolgál a cikkben szereplő információk forrásmegjelöléseként.